# Muskegon Mohawks
Die Muskegon Mohawks waren ein US-amerikanisches Eishockeyfranchise der International Hockey League aus Muskegon, Michigan. Ihre Heimspielstätte war die L. C. Walker Arena.

## Geschichte
Die Muskegon Mohawks setzten 1965 den Spielbetrieb der Muskegon Zephyrs in der International Hockey League fort. In der Saison 1967/68 belegten die Mohawks den ersten Platz nach der Hauptrunde der IHL und qualifizierten sich somit für die Play-offs. Dort konnte das Finale erreicht werden, das der Klub mit 4:1 Siegen gegen die Dayton Gems gewann. Bereits im folgenden Jahr spielten die Mohawks erneut im Finale gegen die Dayton Gems, verloren diesmal allerdings mit 0:3 Niederlagen. Es folgte eine weitere Finalteilnahme in der Saison 1971/72. Den Turner Cup, die Meisterschaft der IHL, konnten die Muskegon Mohawks jedoch nicht mehr gewinnen. Im Sommer 1984 wurde das Franchise in Muskegon Lumberjacks umbenannt.

## Bekannte Spieler
- Carl Brewer
- Bob Francis
- Neil Hawryliw
- Ron Kennedy
- Poul Popiel
- Glenn Resch